# BR18
BR18はシンガポールのSTキネティクスが開発したブルパップ方式のアサルトライフルである。

## 概要
BR18の原型となるアサルトライフルは、2013年のシンガポール・エアショーと、2014年にパリで開催されたEUROSATORY 2014で公開された。
当初このアサルトライフルはBMCR（Bull-pup Multirole Combat Rifle）の名称で知られており、2012年のシンガポール・エアショーで次世代コンセプトブルパップライフル（Next-Gen Concept Bullpup Rifle）として公開されたアサルトライフルから発展したものであった。
BMCRはシンガポール国防軍の主力小銃であるSAR21の持つ欠点の解消と、ACMS（Advanced Combat Man System）プログラムへの適合を目的に開発され、2017年にはユーザートライアルが実施された。トライアルを終えたBMCRは量産に向けた改良が施され、BR18の名称で2018年のシンガポール・エアショーに出品された。

## 特徴
BR18の設計は同社製のSAR-21から影響を受けているが、複数の改良がなされており操作性も向上している。
SAR21はチャンバーの破裂事故が発生した際に射手の顔面を保護するケブラー材がレシーバーの左側のみにしか内蔵されておらず、安全性の観点から右撃ちを前提として使用されていたが、BR18のレシーバーは全体が防爆性能を持つポリマー素材で構成されているため、左撃ちや左利きの兵士による使用が容易になっている。また、BR18の排莢は銃の右前方に向かって行われるため、左撃ちで使用した際にも射手に高温の空薬莢が当たる危険性が少ない。
BR18の銃身はほこりや火薬のすすを弾き作動不良を防ぐため、固体潤滑剤でコーティングされている。また、BR18は水辺での運用も考慮して設計されており、銃本体を水没させた後でも安全な射撃が可能である。

## バリエーション
BR18 AR
基本形。
BR18 MGR
分隊支援火器仕様。18インチのヘビーバレルを採用。
BR18 シャープシューターライフル
狙撃銃仕様。20インチバレルを採用。